# ماهی دودی

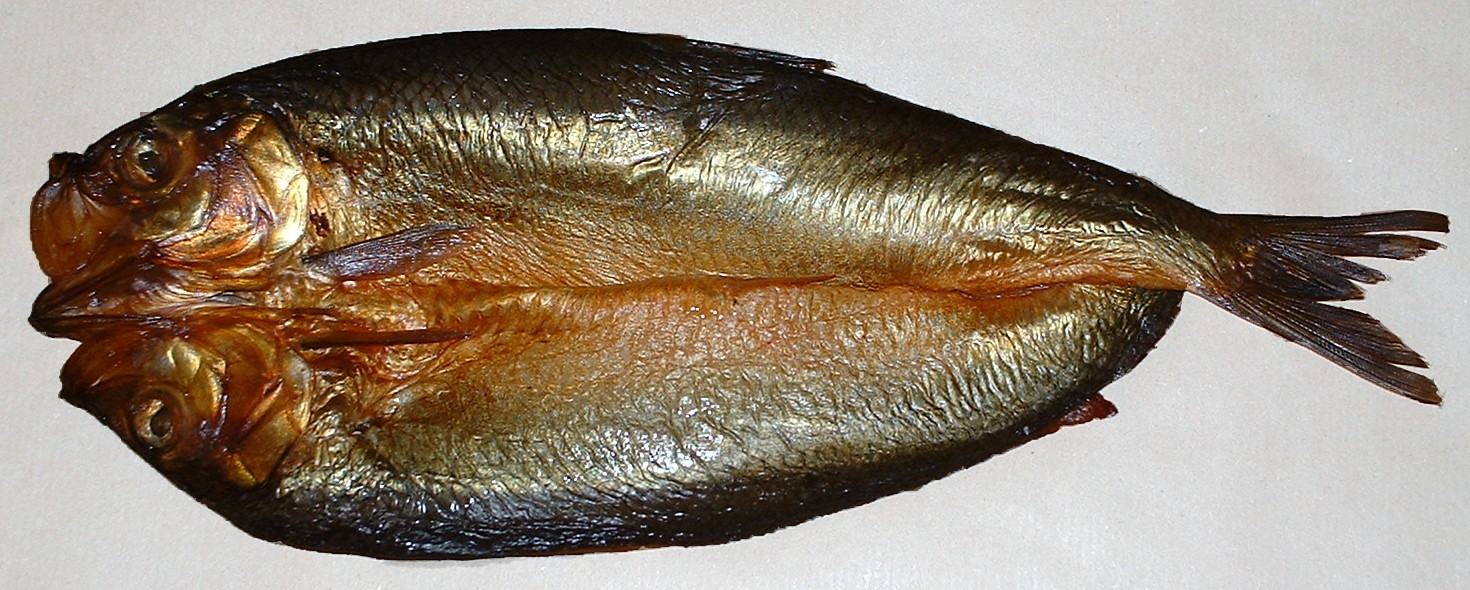
شاه‌ماهی دودی.

ماهی دودی یک محصول سنتی در برخی کشورها است که با استفاده از شور کردن ماهی به روش مخلوط و سپس دود سرد تهیه می‌شود.
ماهی دودی معمولاً در کیسه‌های پلاستیکی در خارج از یخچال نگهداری می‌شود و به صورت خام یا نیم پخته مصرف می‌شود.
دود دادن ماهی نه تنها جهت افزایش زمان و ماندگاری، بلکه همچنین به منظور دادن طعم مطلوبتر به ماهی مورد استفاده است.
روش تهیه ماهی دودی سرد در اسکاندیناوی تفاوت بسیاری با روش تهیه آن در ایران دارد.
در جنوب ایران نوعی غذا با ماهی دودی محلی پخته می‌شود که اِمگِشِت نام دارد.

## نگارخانه

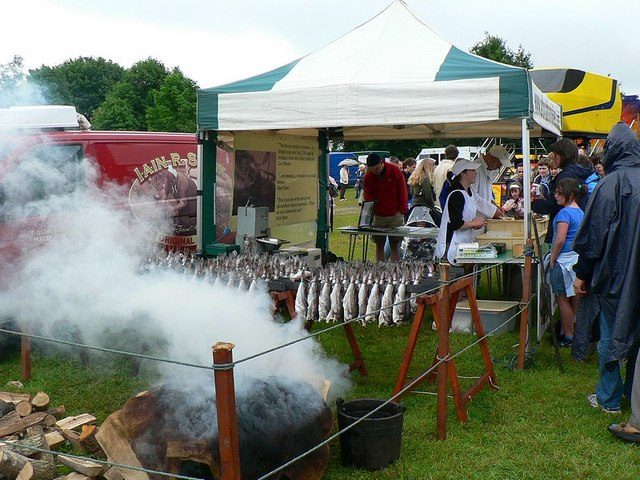
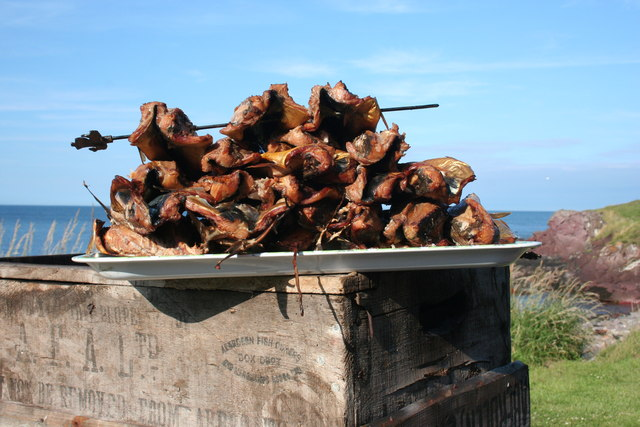
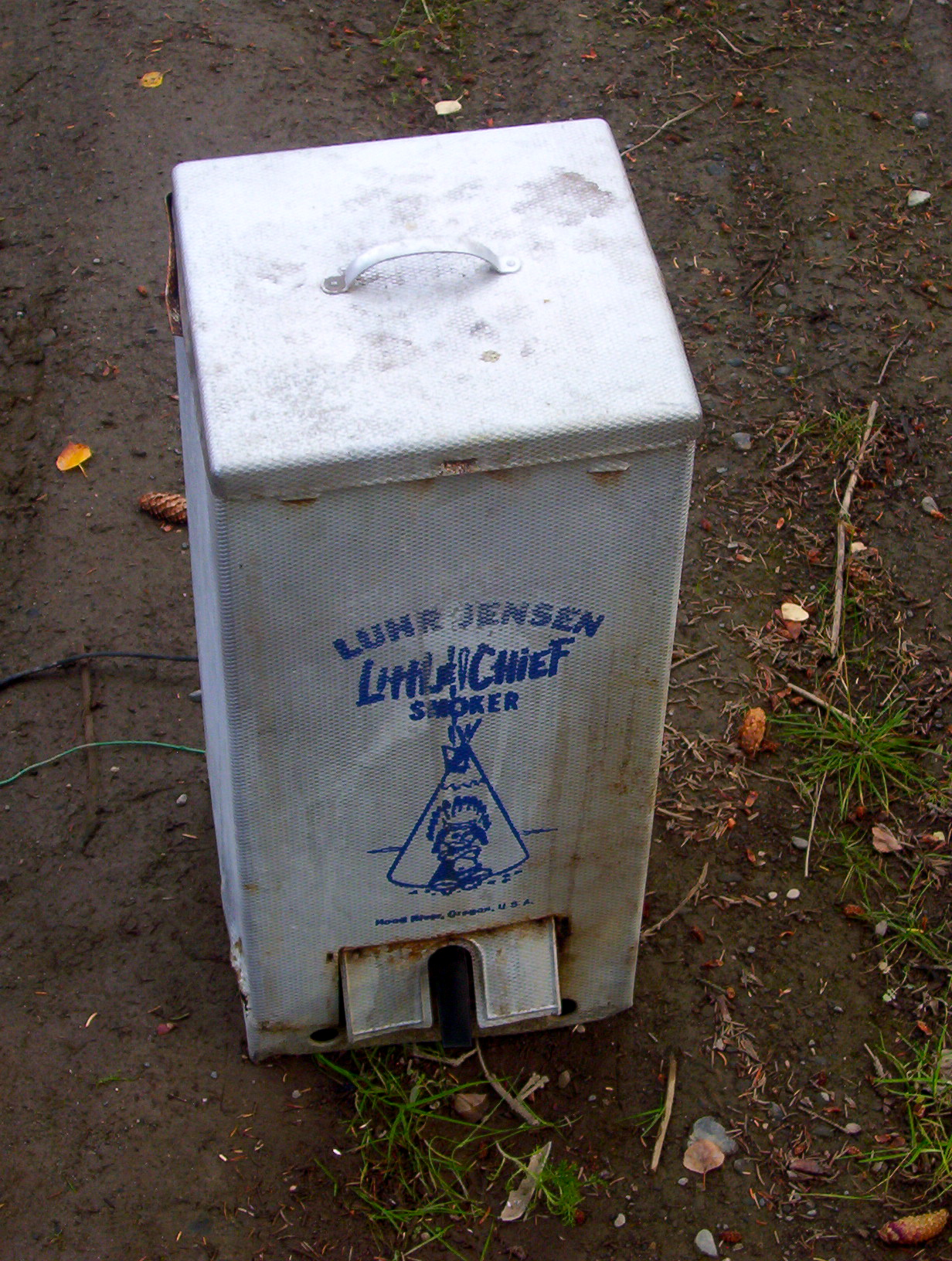